# Andrey Yakimov
Andrey Yakimov (tiếng Belarus: Андрэй Якiмаў; tiếng Nga: Андрей Якимов; sinh 17 tháng 11 năm 1989) là một cầu thủ bóng đá Belarus hiện tại thi đấu cho Neman Grodno.

## Danh hiệu
Naftan Novopolotsk
- Vô địch Cúp bóng đá Belarus: 2011–12